# Безменов, Василий Иванович (артиллерист)
Василий Иванович Безменов (1 января 1913, Бочково, Харьковская губерния — 4 января 1943, Знаменка, Ростовская область) — старший лейтенант Рабоче-крестьянской Красной армии, участник Великой Отечественной войны, Герой Советского Союза (1943).

## Биография
Родился 1 января 1913 года в селе Бочково Волоховской волости Волчанского уезда Харьковской губернии (сейчас село относится к Чугуевскому району Харьковской области) в крестьянской семье.
Получил начальное образование, после чего работал бригадиром в колхозе. В 1939 году вступил в ВКП(б). В том же году был призван на службу в Рабоче-крестьянскую Красную армию.
С июня 1941 года — на фронтах Великой Отечественной войны. Первоначально был политруком, впоследствии заместителем по политчасти командира артиллерийской батареи. Участвовал в боях на Западном, Сталинградской и Юго-Западном фронтах. Принимал участие в Смоленском сражении, битве за Москву, Сталинградской битве. К январю 1943 года старший лейтенант Василий Безменов был заместителем командира батареи по политической части 915-го артиллерийского полка 346-й стрелковой дивизии 5-й танковой армии Юго-Западного фронта.
Отличился во время Сталинградской битвы. 4 января 1943 года батарея Безменова в районе колхоза имени Сталина (позже — совхоз «Россия» посёлка Знаменка) отражала атаки немецких войск, пытавшихся деблокировать окружённую в Сталинграде 6-ю армию генерала Паулюса. Артиллеристы вели огонь по пехоте прямой наводкой, а, когда кончились снаряды, уничтожали солдат противника гранатами и огнестрельным оружием. В бою Безменов получил тяжёлое ранение, но остался в строю и вскоре был убит.
Похоронен в посёлке Знаменка Морозовского района Ростовской области.
Указом Президиума Верховного Совета СССР «О присвоении звания Героя Советского Союза начальствующему и рядовому составу Красной армии» от 31 марта 1943 года за «образцовое выполнение боевых заданий командования на фронте борьбы с немецко-фашистскими захватчиками и проявленные при этом отвагу и геройство» старший лейтенант Василий Безменов посмертно был удостоен высокого звания Героя Советского Союза.

## Память
- Имя Безменова выбито на стеле на Аллее Героев в Волгограде.